# Пораюв
Пораюв (пол. Porajów) — село в Польщі, у гміні Боґатиня Зґожелецького повіту Нижньосілезького воєводства.
Населення — 1513 осіб (2011).
У 1975-1998 роках село належало до Єленьоґурського воєводства.

## Демографія
Демографічна структура станом на 31 березня 2011 року:
|          | Загалом | Допрацездатний вік | Працездатний вік | Постпрацездатний вік |
| -------- | ------- | ------------------ | ---------------- | -------------------- |
| Чоловіки | 765     | 160                | 522              | 83                   |
| Жінки    | 748     | 121                | 436              | 191                  |
| Разом    | 1513    | 281                | 958              | 274                  |